# Светлана (сериал)
Светлана (англ. Svetlana) — американский комедийный сериал, шедший в течение 2010 года на кабельном канале HDNet.
Автор идеи, сценарист и режиссёр, а также исполнительница главной роли — комик Ирис Бар.

## Сюжет
Светлана Максимовская — женщина неопределенного возраста (от 30 до 50, кому как она скажет), приехавшая в США из бывшего СССР в качестве «невесты по почте». Сбежав от своего американского мужа Стива она переезжает в Лос-Анджелес, снова выходит замуж и… вот она «американская мечта»: открывает в своём пригородном доме бордель «Санкт-Петербургский дом сдержанных удовольствий» для клиентов высокопоставленных политиков и знаменитостей.
И так она разбирается с кучей проблем своего большого семейства, состоящего из чудесных трёх «дочек» — русских проституток Марины, Наташи и Ани, десятилетнего сына, безработного мужа Влада — образца русской мужественности… и лени, да такой лени, что Светлана зовёт друга — гея Джареда чтобы он «проверил» её мужа — а не «потерял ли он ориентацию» раз не смотрит на неё (но в то же время Светлана, хотя и любит Влада, но беззаботно изменяет ему со своим тренером по гимнастике Фёдором), и одновременно пытаясь реализовать себя «по совместительству» политическим консультантом и продюсером.
Управлять «элитным» борделем совсем непросто — здесь глобальные мировые проблемы переплетаются с банальными бытовыми…
То бывший президент Ирана оставит портфель с порошком урана, который теперь надо куда-то деть, но не меньшей головной болью является и задача найти нового водителя для «девочек».
И приходится снижать цены — после Мирового кризиса клиенты стали прижимистей.
То у Наташи «творческий кризис» и она выражает желание переспать с чернокожим мужчиной, а найти такого среди клиентов борделя состоящих из истеблишмента США так сразу не получается. Но кризис Наташи быстро проходит — когда американская девушка Кристал на место Наташи и Светлана устраивает им конкурс-соревнование «по профилю работы». А у Марины видите ли просыпаются чувства к лесбиянке по имени Лиам, что угрожает сорвать график работы заведения.
И надо как-то спасать мужа Влада, всё-таки оторвавшего «пятую точку» от дивана и устроившегося на работу… учёным в лабораторию, по фальшивому резюме.
Ей не привыкать преображаться, и она выдаёт себя то за ортодоксальную еврейку, пытаясь устроить в школу Ешивы своего десятилетнего сына Бориса (которого за поведение до этого уже отчислили из пяти школ), то за «настоящую американку» участвуя в документальном фильме про американский бизнес.
В попытках пролезть в политику получив личное письмо от супруги президента США, Светлана изображает из себя экоативистку, но проблема в том, что Барак Обама является клиентом её заведения и прекрасно знает с кем имеет дело и в какой сфере она «активистка»… но эти двое договорятся: Светлана изобретёт для спасения экологии США экологически чистый фаллоимитатор.
И вдруг стареющая мать Светланы наносит неожиданный визит из «бывшего СССР», озадачивая дочь казалось бы невыполнимой просьбой.
А ком проблем всё нарастает: Светлану арестовывают и дают условный срок, а во время её отсутствия Влад предпринимает катастрофическую попытку заняться мужской проституцией.
Но хотя от всех забот (и из-за дешёвого пластического хирурга) из груди течёт силикон, Светлана дышит полной грудью и живёт полной жизнью, устраивая свадьбу Марины с её подругой-лесбиянкой Лиам, чему родители Лиам совсем не рады и делают всё, чтобы сорвать мероприятие… но им, конечно же, не удастся этого сделать.
Трещит по швам личная жизнь: вынося мусор, Влад знакомится с симпатичной соседкой Фиби (Венди Маклендон-Кови) и бросает Светлану. Светлана же в отчаянии выходит замуж за индийца Вивека, и делает все возможное, чтобы стать хорошей домохозяйкой. Тем временем Владу всё труднее и труднее справляться с нимфоманскими наклонностями своей новой подруги и, решив, что лучше уж проверки геями, чем еженощные упражнения в сексе, возвращается к Светлане, которая, как и любая русская баба, уже который раз прощает своего мужика.
После внезапного нашествия на бордель насекомых в доме проводится дезинфекция, и всё семейство вынуждено проводит время вместе на природе, открывая для себя новый мир.

## В ролях
Основной состав:
- Ирис Бар — Светлана Максимовская
- Ирина Воронина — Наташа
- Анджела Гоц — Марина
- Катя Хейс — Аня
- Алекс Видов — Влад

В отдельных эпизодах:
- Дженнифер Элиз Кокс — Кристал Мет
- Венди Маклендон-Кови — Фиби
- Сэнди Мартин — Лиам
- Ник Сирси — Бастер Деверо
- Фил Ламарр — Фил
- Лэнс Реддик — Лэнс
- Минди Стерлинг — мама
- Томас Леннон — Фёдор
- Марк Иванир — Пётр
- Анастасия Баранова — Настя
- Ольга Фонда — Ольга
- Сьюзан Йигли — Шерил
- Алекси Гилмор — Моника
- Мэри Бердсонг — Мэделайн
- Ребекка Уайсоки — доктор Вероника
- Рэндалл Парк — доктор Парк
- Ричард Шифф — доктор Лоуренс
- Амир Талаи — Фархат
- Сет Гиллиам — Томас
- Мередит Скотт Линн — Кики
- Джей Пи Ману — специалист по кастингу
- Мелисса Риверз — продюсер, в роли самой себя
- Максим Чмерковский — танцор, в роли самого себя
- Питер Френсис Джеймс — Барак Обама
- и другие

## О сериале
Светлана как образ-персонаж — «любимая русская проститутка Америки и политический консультант» — впервые появилась в отмеченном наградами, в том числе «Драма Деск», моноспектакле Ирис Бар «Хватит», позже стала сатирическим образом Бар в её еженедельных политических комментариях на радио, также была постоянным гостем на шоу Марка Марона на радио «Air America», и как ведущая подкаста «X-RAE» в качестве альтер эго персонажа Рей Линн Каспар Уайт — «южной интеллектуалки, профессиональной суррогатной матери и секс-эксперта».
Бар на свои средства сняла и выложила на «Funny or Die» 30-минутный фильм про Светлану, который привлёк десятки тысяч просмотров, что побудило президента HDNet Марка Кубана заказать двенадцать серий, затем продолжив сериал на второй сезон.